# Jean-Rodolphe Sinner de Ballaigues
Jean-Rodolphe Sinner de Ballaigues, né le 22 mai 1730 et mort à Berne le 12 février 1787, est un écrivain suisse.

## Biographie
Il est le fils de Johann Rudolf, membre du Grand Conseil de Berne et bailli de Münchenbuchsee, et de Susanne Auguste Faesch. Il épouse en 1756 Louise Emilie de Gingins, fille de Victor Frédéric, membre du Grand Conseil de Berne et seigneur d'Orny. Dès 1748, il gère la bibliothèque de Berne.
Il est membre du Grand Conseil de Berne dès 1764 et bailli de Cerlier de 1776 à 1781.

## Œuvres
- Catalogue raisonné des manuscrits de la bibliothèque de Berne, 3 vol., Berne, 1760.
- Les malheurs de l'amour. Drame. Chez B.L. Walthard, Berne, 1775. (Inspiré des Malheurs de l'amour de Mme de Tencin).
- Voyage historique et littéraire en Suisse occidentale, 2 volumes, En Suisse (Neuchâtel STN), 1787. Le troisième tome, resté sous forme de manuscrit, n'a jamais été publié.
- Anecdotes des bramines de l'Indostan : suivi d'un abrégé des dernières révolutions & de l'état présent de cet empire / tiré de l'anglois par M. Sinner, bibliothécaire de Berne, Chez la Société Typographique, Berne, 1796.